# William Frank Pounds
William Frank Pounds (* 9. April 1928 in Pittsburgh, Pennsylvania; † 23. August 2023 in Lexington, Massachusetts) war ein US-amerikanischer Ökonom. Er war zuletzt emeritierter Professor für Management, Professor für Organization Studies (Organisationswissenschaften) und emeritierter Dekan der Sloan School of Management am Massachusetts Institute of Technology (MIT).
Pounds galt als Experte für die Leitung von Unternehmen (Corporate Governance) und Produktionswirtschaft (operations management). Er leitete zahlreiche Unternehmen und war Trustee zahlreicher Non-Profit-Organisationen. Von 1981 bis 1991 war er Chefberater (senior advisor) der Rockefeller-Familie.
Pounds erwarb am Carnegie Institute of Technology einen Bachelor in Chemieingenieurwesen. Er arbeitete zunächst bei Kodak, unterbrochen vom Militärdienst als Kampfpilot, und erwarb mit Unterstützung des G. I. Bill an der Graduate School of Industrial Administration des Carnegie Institute of Technology einen Master in Wirtschaftsmathematik und einen Ph.D. in Industrieverwaltung (Industrial Administration). Nach einer Tätigkeit als Assistent der Geschäftsführung eines Unternehmens der Lackindustrie erhielt Pounds 1961 eine Anstellung an der Sloan School of Management des MIT, 1964 wurde er Professor und von 1966 bis 1980 war er Dekan der Fakultät.
1971 wurde Pounds in die American Academy of Arts and Sciences gewählt. An der Sloan School of Management des MIT gibt es eine nach Pounds benannte Professur für Management, Stelleninhaber ist (Stand 2024) Roberto M. Fernandez.